# SAT
SAT Reasoning Test (изначально «Scholastic Aptitude Test») — стандартизованный тест для приёма в высшие учебные заведения в США. SAT разрабатывается и управляется некоммерческой организацией College Board, хотя ранее принадлежал Educational Testing Service, которая до сих пор участвует в управлении. По словам College Board, экзамен может хорошо оценить подготовленность студентов к колледжу. Впервые был введён в 1901 году, с тех пор не раз менял название и систему подсчёта баллов.
Тест разрабатывается и проводится College Board — неправительственной организацией, созданной в 1900 году для координации усилий колледжей и университетов США в вопросах, связанных с поступлением студентов на программы обучения.
Не следует путать тест SAT с тестом SSAT. Последний предназначен для поступающих на программы обучения в средние учебные заведения.
С 2024 года SAT проводится на полностью цифровом формате. Для сдачи, кандидат использует цифровое устройство с установленным приложением Bluebook. На тест стали выделять 2 часа 14 минут (ранее его продолжительность была 3 часа 15 минут). Стоимость 68 долл. для сдающих тест на территории США, и 111 долл. для сдающих тест за пределами США. Возможные результаты лежат в диапазоне от 400 до 1600 баллов, составляющих сумму двух тестов (математика и анализ текста), каждый из которых соответственно может дать до 800 баллов.

## Применение
College Board утверждает, что SAT оценивает те навыки грамотности и письма, которые необходимы для успешного обучения в университете, и показывает, как хорошо экзаменуемые справляются с задачами, которые были изучены ими в школе и которые потребуются им дальше. Обычно экзамен сдаётся 8-, 10- или 12-классниками (в американской системе). Также, по мнению College Board, хорошие результаты SAT совместно с высоким средним школьным баллом являются лучшим показателем готовности, чем просто средний балл (данные были получены по исследованию успеваемости первокурсников).
Американские школы различаются в финансировании, учебных планах, аттестации и сложности обучения, это обусловлено американским федерализмом, уровнем контроля на местах, а также распространённостью частных школ и домашнего обучения. Результаты SAT (и ACT) призваны быть дополнением к школьному аттестату и должны помочь сотруднику приёмной комиссии.
Исторически SAT был более популярен среди прибрежных колледжей, а ACT — среди колледжей на среднем Западе и Юге. Есть учебные заведения, которые требуют сдачу ACT.
По состоянию на 2023 г. около 1900 американских университетов и колледжей не требовали обязательной сдачи SAT или ACT, в том числе Гарвардский университет. Более 80 учебных заведений не рассматривали результаты этих тестов как критерий, в том числе Калифорнийский университет.
Некоторые сообщества людей с высоким IQ, такие как Менса, Prometheus Society и Общество тройной девятки, используют результаты экзамена с определённых лет в качестве одного из их вступительных тестов. Например, Общество тройной девятки принимает результаты в 1450 баллов для сдавших тест до апреля 1995 года и результат не менее 1520 для сдавших SAT с апреля 1995 по февраль 2005 года.
SAT иногда сдаётся школьниками моложе 13 лет для таких организаций, как Study of Mathematically Precocious Youth («Обучение математически одарённой молодёжи»), использующих результаты для отбора и обучения талантливых молодых людей.

## Структура
Экзамен состоит из трёх разделов: анализ текста, математика и письмо. Каждый из них даёт баллы, от 200 до 800. Все результаты кратны 10. Общий результат формируется сложением результатов этих трёх разделов. Каждый крупный раздел разбит на три части. Есть 10 подразделов, включая экспериментальные или «приравнивающие», которые могут быть в любом из трёх разделов. Экспериментальный подраздел используется в основном для статистики и не влияет на конечный результат. Тест длится 3 часа 45 минут (а учитывая время, затраченное на раздачу материалов и прочие административные процедуры — около 4,5 часов). Вопросы делятся на простые, средние и сложные. Как правило, простые вопросы располагаются ближе к началу, а сложные — к концу раздела.

### Анализ текста
Анализ текста — раздел SAT, который состоит из трёх оцениваемых частей: две 25-минутные и одна 20-минутная часть, с различными типами вопросов, включая завершение предложения и вопросы насчёт чтения больших и маленьких текстов. Обычно каждая часть начинается с 5—8 вопросов на завершение предложений, остаток вопросов направлен на анализ читаемых текстов. Вопросы на дополнение предложения оценивают лексикон студента и понимание структуры предложения. В них необходимо вставить одно или два слова для придания предложению нормального вида. В анализе текстов экзаменуемые должны, прочтя какой-либо отрывок (из научной книги, высказывание и т. д.) ответить на прилагающиеся к нему вопросы. Встречаются и задания на сравнение некоторых связанных между собой текстов. Число вопросов к каждому тексту пропорционально его длине. В отличие от математического раздела, вопросы не идут в порядке увеличения сложности.

### Математика

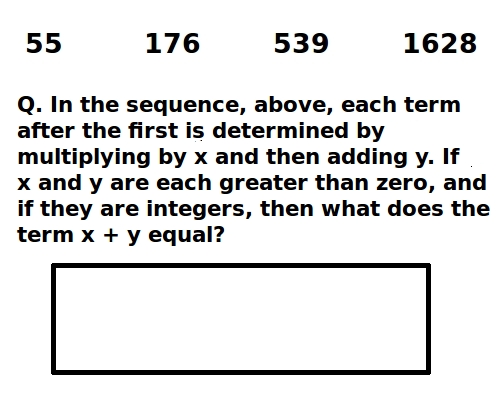

Математический раздел SAT так известен как «Quantitative Section» или «Calculation Section». Математический раздел состоит из трёх частей — две по 25 минут и одна 20-минутная.
Первая часть представляет собой тест из 20 вопросов; вторая часть — тест из 8 вопросов с выбором ответа и 10 вопросов с полем для полного написания ответа (зачёркивания разрешены); третья часть — тест на 16 вопросов.
В SAT решили отказаться от вопросов на сравнение, сделав упор на численных или символьных ответах.
После введения в тест математического анализа и работы с графиками, тест стал требовать гораздо бо́льших знаний в математике, чем ранее.

#### Калькуляторы
В некоторых вопросах, требующих точных вычислений, для экономии времени разрешено использовать калькуляторы. Рекомендуется пользоваться калькуляторами с естественным отображением для сложных вычислений. Исследования «College Board» показывают, что с использованием калькулятора от трети до половины заданий решаются лучше и быстрее.

### Письмо
Письменная секция SAT включает в себя тесты и эссе. Эссе было введено в 2005 году после жалоб многих колледжей об отсутствии у них информации об умении абитуриента выражать свои мысли.
Тесты включают в себя поиск ошибок, дополнение предложений и разбиение на параграфы. Поиск ошибок и дополнение предложений показывают грамотность студента и умение находить грамматически неверные предложения; в поиске ошибок нужно найти слово, порождающее ошибку или указать, что всё написано правильно; в дополнении предложения нужно ещё и исправить найденную ошибку (если она есть). Разбиение на параграфы показывает понимание студентом логической организации текста.
На написание эссе отводится 25 минут. Все эссе пишутся на указанную тему, обычно на какой-нибудь философский вопрос. При этом тема должна быть понятна всем студентам, независимо от их образования и социального положения. К примеру, рассуждения на тему значения работы в жизни человека. Строго не контролируется и структура эссе. «College Board» допускает примеры, «взятые из прочитанных книг, исследований, опыта или собственных наблюдений». Два обученных человека проверяют каждое эссе и оценивают его от 1 до 6 баллов, но если эссе пустое, не по теме, не по-английски, написано не карандашом #2 или нечитабельно, проверяющий может поставить 0. Итоговая сумма получается сложением двух оценок от двух проверяющих. Причём, если оценки различаются больше, чем на 1 балл, то итоговый балл определяет третий человек. На проверку одного эссе уходит около 3 минут.
В марте 2004 года доктор Лес Перельман анализировал результаты и обнаружил что в 90 % случаев результат эссе можно предугадать, зная лишь число использованных слов. Два года спустя он натренировал группу 12-классников писать эссе, содержащие мало смысла, но использующие редкие в английском языке слова. Все студенты получили минимум 10 баллов.

### Стиль вопросов
Большинство заданий в SAT — тесты с 5 вариантами ответа, из которых верен лишь один. Как правило, вопросы отсортированы по сложности во всех разделах, кроме анализа текстов, где они идут в хронологическом порядке. 10 вопросов в математической части требуют численный ответ.
Вопросы оцениваются одинаково. За верный ответ начисляется 1 балл на сырой счёт. Раньше за ошибку снимался 1/4 балла (кроме вопросов с численным ответом). В новом SAT за неверный ответ баллы не снимают, поэтому можно увеличить результат за счёт угадывания. Затем полученные баллы преобразуются в итоговый счёт, в каждом округе по своим правилам.
Рекомендуется не давать ответы сразу (пытаться угадать) на вопросы, в верности ответа на которые есть сомнения.
| Тест          | Средний результат | Время (в минутах) | Тестируется                                                                                 |
| ------------- | ----------------- | ----------------- | ------------------------------------------------------------------------------------------- |
| Письмо        | 493               | 60                | Грамматика, понимание языковых конструкций, лексика.                                        |
| Математика    | 515               | 70                | работа с числами; алгебра и мат.анализ; геометрия; статистика, вероятность и анализ данных. |
| Анализ текста | 501               | 70                | Чтение и понимание прочитанного                                                             |

## Организация теста
SAT в США проходит 7 раз в году: в марте (переменно в апреле), мае, июне, августе, октябре, ноябре и декабре. В других странах тест проводится в то же время за исключением апрельского и ноябрьского испытании. Выпускники 2023 года сдали тест 1 913 742 раза.
Кандидаты могут сдать «SAT Reasoning Test» (Тест на логическое мышление). Желающие сдать экзамен могут зарегистрироваться либо онлайн на сайте «College Board», либо по почте или телефону минимум за три недели до начала испытания.
«College Board» делает скидки для бедных студентов. Несвоевременная регистрация, регистрационные изменения, результаты по телефону и дополнительный отчёт о баллах требуют дополнительных взносов (до 4 отчётов можно получить бесплатно).
Студенты, чьи религиозные убеждения препятствуют сдаче экзаменов в субботу, могут обратиться с просьбой перенести на следующее воскресенье (кроме октября). Такие запросы могут быть поданы только при подаче заявки. «College Board» может отказать в подобном переносе экзамена.
Инвалиды могут сдать экзамен на дому. Студенты, запрашивающие в связи с трудностями обучения дополнительное время теста, могут добиться его увеличения на 50 % и даже на 100 %.

## Результаты
Студенты получают результаты онлайн примерно спустя 3 недели после тестирования или спустя 6 недель по почте: результаты трёх частей (от 200 до 800 баллов) и два подрезультата — эссе и грамматическое тестирование. Сырые результаты, или число баллов, полученных за корректные ответы и вычтенных за неверные, также включены. За отдельную плату можно получить подробный анализ тестов, где можно увидеть, где были допущены ошибки, и прочитать объяснение к каждой из них.
Процентиль (то есть процент встречаемости конкретного результата) варьируется от теста к тесту. Например, в 2003 году результат в 800 баллов в двух частях «SAT Reasoning Test» имел процентиль 99,9, в то время как процентиль «SAT Physics Test» с результатом 800 баллов был 94. Различия объясняются разным содержанием экзаменов и разными умственными способностями студентов, выбравших их. «Предметные тесты» являются объектом интенсивных исследований (чаще в форме AP, которая относительно сложней).
Процентили различных результатов сдававших экзамен 12-классников предоставлены в таблице ниже:
| Процентиль  | Результат, 1600-балльная шкала (по статистике, 2006) | Результат, 2400-балльная шкала (по статистике, 2006) |
| ----------- | ---------------------------------------------------- | ---------------------------------------------------- |
| 99,93/99,98 | 1600                                                 | 2400                                                 |
| 99+         | ≥1540                                                | ≥2290                                                |
| 99          | ≥1480                                                | ≥2200                                                |
| 98          | ≥1450                                                | ≥2140                                                |
| 97          | ≥1420                                                | ≥2100                                                |
| 88          | ≥1380                                                | ≥1900                                                |
| 83          | ≥1280                                                | ≥1800                                                |
| 78          | ≥1200                                                | ≥1770                                                |
| 72          | ≥1150                                                | ≥1700                                                |
| 61          | ≥1090                                                | ≥1600                                                |
| 48          | ≥1010                                                | ≥1500                                                |
| 36          | ≥950                                                 | ≥1400                                                |
| 15          | ≥810                                                 | ≥1200                                                |
| 4           | ≥670                                                 | ≥1010                                                |
| 1           | ≥520                                                 | ≥790                                                 |

Старый «SAT» (до 1995 года) имел очень высокие ограничения. В любом году лишь 7 из 1 млн сдающих получали результат больше 1580 (процентиль 99,9995).

## SAT и ACT
«College Board» выпустили неофициальную статистику сравнения «SAT» и «ACT», основанную на результатах 103 525 тестов от сдавших оба экзамена студентов за период с октября 1994 по декабрь 1996, хотя оба теста сильно изменились с тех времён. Некоторые колледжи также подготовили собственную статистику. Таблица ниже основана на сведениях от Университета Калифорнии:
| SAT (до проверки секции письма) | SAT (с письмом) | ACT составной результат |
| ------------------------------- | --------------- | ----------------------- |
| 1600                            | 2400            | 36                      |
| 1560–1590                       | 2340–2390       | 35                      |
| 1520–1550                       | 2280–2330       | 34                      |
| 1480–1510                       | 2220–2270       | 33                      |
| 1440–1470                       | 2160–2210       | 32                      |
| 1400–1430                       | 2100–2150       | 31                      |
| 1360–1390                       | 2040–2090       | 30                      |
| 1320–1350                       | 1980–2030       | 29                      |
| 1280–1310                       | 1920–1970       | 28                      |
| 1240–1270                       | 1860–1910       | 27                      |
| 1200–1230                       | 1800–1850       | 26                      |
| 1160–1190                       | 1740–1790       | 25                      |
| 1120–1150                       | 1680–1730       | 24                      |
| 1080–1110                       | 1620–1670       | 23                      |
| 1040–1070                       | 1560–1610       | 22                      |
| 1000–1030                       | 1500–1550       | 21                      |
| 960–990                         | 1440–1490       | 20                      |
| 920–950                         | 1380–1430       | 19                      |
| 880–910                         | 1320–1370       | 18                      |
| 840–870                         | 1260–1310       | 17                      |
| 800–830                         | 1200–1250       | 16                      |
| 760–790                         | 1140–1190       | 15                      |
| 720–750                         | 1080–1130       | 14                      |
| 680–710                         | 1020–1070       | 13                      |
| 640–670                         | 960–1010        | 12                      |
| 600–630                         | 900–950         | 11                      |

## История развития

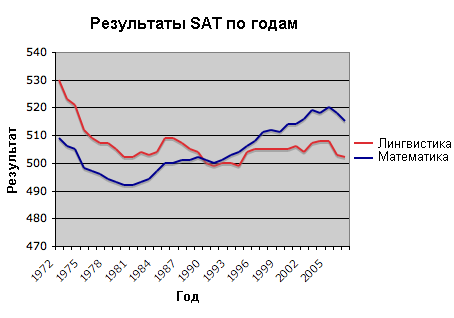
Динамика результатов SAT по двум основным разделам.

| Год экзамена | Лингвистический результат | Математический результат |
| ------------ | ------------------------- | ------------------------ |
| 1972         | 530                       | 509                      |
| 1973         | 523                       | 506                      |
| 1974         | 521                       | 505                      |
| 1975         | 512                       | 498                      |
| 1976         | 509                       | 497                      |
| 1977         | 507                       | 496                      |
| 1978         | 507                       | 494                      |
| 1979         | 505                       | 493                      |
| 1980         | 502                       | 492                      |
| 1981         | 502                       | 492                      |
| 1982         | 504                       | 493                      |
| 1983         | 503                       | 494                      |
| 1984         | 504                       | 497                      |
| 1985         | 509                       | 500                      |
| 1986         | 509                       | 500                      |
| 1987         | 507                       | 501                      |
| 1988         | 505                       | 501                      |
| 1989         | 504                       | 502                      |
| 1990         | 500                       | 501                      |
| 1991         | 499                       | 500                      |
| 1992         | 500                       | 501                      |
| 1993         | 500                       | 503                      |
| 1994         | 499                       | 504                      |
| 1995         | 504                       | 506                      |
| 1996         | 505                       | 508                      |
| 1997         | 505                       | 511                      |
| 1998         | 505                       | 512                      |
| 1999         | 505                       | 511                      |
| 2000         | 505                       | 514                      |
| 2001         | 506                       | 514                      |
| 2002         | 504                       | 516                      |
| 2003         | 507                       | 519                      |
| 2004         | 508                       | 518                      |
| 2005         | 508                       | 520                      |
| 2006         | 503                       | 518                      |
| 2007         | 502                       | 515                      |
| 2008         | 502                       | 515                      |

Поскольку тест разработанный психологом Карлом Бригэмом «SAT» был первоначально использован в колледжах и университетах северо-восточной части США, его позиционировали как тест для людей с любым социально-экономическим положением.

### 1901
College Board была основана 17 июня 1901 года. Тогда тест сдали 973 студента в 67 местах в США и 2 местах в Европе, причём около 1⁄3 сдавали в Нью-Йорке, Нью-Джерси и Пенсильвании. Большинство сдающих было из частных школ, академий и из школ с государственным финансированием. Около 60 % тех сдающих поступили в Колумбийский университет. Тест содержал разделы на английском, французском, немецком, латинском, греческом, а также по истории, математике, химии и физике. Оценивалось на «отлично», «хорошо», «сомнительно», «плохо» или «очень плохо».

### 1926
23 июня 1926 года стал называться «Scholastic Aptitude Test» — тест школьных способностей. Этот тест, подготовленный комитетом Карла Бригана, имел следующие части: определения, арифметика, классификация, антонимы, логика, разбиение на параграфы и пр. Более 8000 студентов из 300 тестовых центров сдавали этот экзамен. 60 % сдающих составляли мужчины. Чуть более четверти студентов поступило в Йельский университет и Колледж Смита. Тест проходил очень быстро, сдающий должен был ответить на 315 вопросов за всего лишь 90 минут.

### 1928—1929
В 1928 году число лингвистических разделов было сокращено до 7, а время сдачи увеличено до двух с небольшим часов. В 1929 число лингвистических разделов снова было уменьшено — теперь до 6. Эти изменения ослабили временны́е рамки. Тесты по математике были также ликвидированы.

### 1930—1945
В 1930 году «SAT» был разделён на два раздела: лингвистика и математика; эта структура сохранялась до 2004 года. Лингвистическая часть была сокращена, и стала экзаменовать только знание антонимов, работу с двойными определениями (нечто похожее на дополнение предложений) и разбиение на параграфы. В 1939 году аналогии были снова включены.
Между 1939 и 1946 годами студенты имели от 80 до 115 минут для ответов на 250 вопросов лингвистического теста (более трети из них относились к проверке знаний антонимов). Математический раздел был введён в 1930 году и состоял из 100 вопросов, не требующих обязательного ответа. Имея продолжительность 80 минут, он был больше нацелен на тестирование скорости выполнения заданий.
С 1936 по 1941 год (так же, как и в 1928—1929 годах) математический экзамен в «SAT» отсутствовал. В 1942 году он вернулся в виде тестов.

### 1946—1979
Разбиение на параграфы было устранено из лингвистической части в 1946 году. Вместо этого появились задания на понимание смысла текста, а «двойные определения» были замены ныне существующими заданиями на дополнение предложений. С 1946 по 1957 год студентам давалось от 90 до 100 минут на выполнение 107—170 лингвистических вопросов.
Введённые в 1958 году временны́е рамки в 75 минут на 90 вопросов продержались вплоть до 1975 года. В 1959 году вопросы на достаточность данных были введены в математическую часть, а в 1975 — заменены вопросами на сравнение величин. В 1974 году время, даваемое на выполнение математической и лингвистической части, было снижено с 75 до 60 минут на каждую, но взамен были внесены упрощающие изменения в тесты.

### Изменения 1980 года
В 1980 году Educational Testing Service, которое управляет делами SAT, внедрили счёт «Strivers»[неизвестный термин], направленный на улучшение условий поступления людей, страдающих от социально-экономических барьеров. Оригинальный проект «Strivers», который был в фазе разработки с 1980 по 1994 год, давал специальный статус «Striver» тестируемым, которые заработали на 200 баллов больше, чем следовало бы ожидать, исходя из их социального положения. Идея состояла в том, что это даст меньшинствам больше шансов быть принятыми в институты с более высокими требованиями, например из Лиги плюща. В 1992 году проект Strivers в результате утечки информации стал известен общественности; в результате был завершён в 1993. После того, как Федеральные суды узнали аргументы ACLU, NAACP и Educational Testing Service, они постановили привести в порядок систему определения социального статуса студента, заявив, что только возраст, раса и почтовый индекс могут использоваться при выявлении потенциальных кандидатов на флаг «Striver». Эти изменения были внесены в SAT в 1994 году.

### 1994
В 1994 году лингвистическая секция SAT претерпела значительные изменения. Среди них было удаление вопросов по антонимам и увеличенный упор на анализе текстов. Математическая часть также была изменена (в основном благодаря давлению Национального совета учителей математики). Впервые с 1934 года был сделан упор на тестах вместо численных ответов. Впервые в истории в 1994 году было разрешено использование калькуляторов во время экзамена. В математическую часть были введены понятия вероятности, наклоны, элементарная статистика, задачи на «проблемный подсчёт» (когда на картинке, усыпанной чем-либо, нужно что-то сосчитать), поиск моды.

### 2002
В 2002 году была отменена услуга запроса согласия студента с полученными результатами SAT Subject Tests перед отправкой результатов в учебные заведения. Не согласившись с результатом, студент мог пересдать тест. College Board возобновили эту систему только весной 2009 года. Услуга представлена дополнительной, поэтому остаётся неясным, указывается ли в документах с результатами, направляемых в колледжи, использование этого. Некоторые престижные учебные заведения (включая Йельский университет и Стэнфордский университет) объявили, что будут требовать полную информацию об абитуриенте. Остальные, например Массачусетский технологический институт и Гарвардский университет, принимали и пересдавших таким образом студентов.

### 2005
В 2005 году тест был изменён снова, в большей части из-за критики от Калифорнийского университета. В связи с наличием неоднозначности в некоторых вопросах, особенно связанных с аналогиями, было принято решение устранить некоторые задания (аналогии из лингвистической части и вопросы на количественное сравнение из математической). Чтобы остановить ежегодный рост результатов, тест сделали немного сложнее. Был введён письменный тест (с эссе), который был заимствован из SAT Subject Test, для оценивания сочинительных способностей студента. Ожидалось, что это уменьшит растущий разрыв между высокими и низкими результатами. Новый SAT (известный как SAT Reasoning Test) был представлен 12 марта 2005 года, сразу после завершения проведения «старого» SAT. Математическая часть была расширена до программы 3 лет школы высшей математики. Лингвистическая часть была переименована в «Critical Reading» (в данном случае — «Анализ текста»).

## Переименования и тенденция результатов
Изначальным названием было «Scholastic Aptitude Test» — «Школьный тест способностей». В 1990 году, из-за неопределённости насчёт возможностей SAT оценивать умственные способности, название было изменено на «Scholastic Assessment Test» — «Школьно-испытательный тест». В 1993 году были SAT I: Reasoning Test (тест на логическое мышление) для большего отличия от SAT II: Subject Tests (предметное тестирование). К этим изменениям подтолкнула острая критика, к тому же названия уже слабо соответствовали действительности; SAT слабо тестировал то, что он должен был тестировать, исходя из названия. В 2004 римские цифры у названий были удалены, и тесты приняли свои текущие названия.
Изначально средним баллом по тесту было значение 500 ± 100 баллов. Когда тест стал популярнее и его начали сдавать студенты гораздо большего числа школ, средним результатом стало 428 на лингвистику и 478 на математику. Точкой поворота стал 1995 год, когда результаты вновь стали приближаться к 500. Результаты от 1994 и до октября 2001 стали отмечаться буквой «R» (например 1250R) для отметки этого изменения. Старые результаты могут быть приведены к новым по специальным таблицам «College Board». Современные[когда?] студенты имеют на 70—100 баллов (в среднем) выше своих родителей.

## Проблемы в октябре 2005 года
В марте 2006 года было объявлено, что небольшой процент работ с экзамена октября 2005-го был оценён неверно. Из-за влажности бумаги сканер неверно считал информацию. College Board объявили, что готовы пересмотреть результаты студентов, получивших в результате тех событий более низкий балл, но к тому времени многие уже успели подать заявки в колледжи. Также было принято решение не понижать балл студентам, которые из-за тех же проблем получили больший результат. В итоге было подано около 4400 исков. Вопрос разрешился только в августе 2007 года, когда совместно с College Board несколько компаний выделили 2,85 млн долл. на выплату компенсаций, и каждый студент должен был выбрать: либо забрать 275 долл., либо продолжать судиться для получения большей суммы.

## Разрыв в результатах математики и лингвистики
В 2002 году Ричард Роштейн (учёный и журналист) написал статью в «New York Times» о росте средних результатов по математике в «SAT» и «ACT», при том как средние лингвистические результаты оставались примерно одинаковыми. Первое и пока[когда?] единственное исследование данной темы провёл James Lech, Ed.D. и M.T.S. Изначально исследователь предположил, что причиной роста показателей по математике является упрощение вопросов теста за последнее десятилетие. Данное предположение им было исследовано с участием 1500 произвольно выбранных квалифицированных школьных учителей математики. Однако результаты не подтвердили изначальное предположение: в большинстве случаев было выявлено, что вопросы по математике за последние годы становились даже немного сложнее.

## Критика

### Предубеждения
За десятилетия много критики было в адрес разработчиков лингвистической части, в основном по причине культурных предубеждений к белым и богатым. Известным примером тому послужил вопрос аналогии «гребец — регата». Суть его была в поиске пары терминов, суть которых близка к паре «бегун» и «марафон». Корректный ответ был «гребец» и «регата». Выбор корректного ответа предполагал знания студента в этом виде спорта, который популярен среди богатых, так же знания о структуре и терминологии. 53 % белых студентов сумели верно ответить на вопрос и лишь 22 % чёрных. Однако, по словам Мюррея и Геррштейна (Murray и Herrnstein), «чёрно-белый» разрыв меньше в вопросах о культуре, чем в вопросах, старающихся быть культурно-нейтральными. Вопросы на аналогии были заменены чтением текстов.

### Отсутствие правильного ответа среди вариантов
В 1982 году на один из вопросов, связанный с парадоксом вращения монеты, никто не дал правильного ответа, потому что его не было среди предложенных вариантов. После теста трое абитуриентов независимо друг от друга доказали, что англоязычная формулировка задачи позволяла считать правильными два разных ответа, ни один из которых не был предусмотрен в тесте. Ошибку признали, было принято решение не обращать внимание на ответы по этому вопросу, что привело к пересчёту результатов всех тестов за этот год.

### Зависимость балла от доходов
Недавние[когда?] исследования показали, что студенты из семей с высоким доходом получают результаты выше средних. Например, в Калифорнии экзаменуемые из семей с годовым доходом меньше чем 20 тыс. долл. получили в среднем 1310 баллов, в то время как сдающие, чьи семьи получают больше 200 тыс. долл. в год, показали средний результат 1715 (разница в 405 баллов). Простые подсчёты показывают, что каждые 20 тыс. долл. в год добавляют около 40 баллов к результату. Президент College Board в ответ предложил отказаться от подготовительных курсов к SAT в пользу усердной учёбы в старших классах.

### SAT как критерий для абитуриентов
Каждый университет придерживается своей политики по отношению SAT. К 2023 году, большую популярность обрело движение Test-optional—университетов, которых 1900 в США, не указывающих тест как обязательный критерии.
В выступлении 2001 года в Федеральном совете по образованию Ричард К. Аткинсон, президент Калифорнийского университета, призвал сделать сдачу «SAT Reasoning Test» необязательной для приёма в колледж.

Любой вовлеченный в образование должен быть обеспокоен тем, как излишний упор на SAT искажает образовательные приоритеты и методы, как тест воспринимается многими несправедливым, и как это может отразиться на чувстве собственного достоинства и на стремлениях молодых студентов. Существует широко распространённое мнение, что всё больший упор на SAT вредит американскому образованию.
Оригинальный текст (англ.)Anyone involved in education should be concerned about how overemphasis on the SAT is distorting educational priorities and practices, how the test is perceived by many as unfair, and how it can have a devastating impact on the self-esteem and aspirations of young students. There is widespread agreement that overemphasis on the SAT harms American education.

В период с осени 2018 года по осень 2019 года приёмные комиссии более 50 университетов США стали заявлять, что они больше не требуют SAT при подаче заявки. Это было связано с тем, что баллы за тест, набранные кандидатом, часто зависели от социо-экономических факторов. Процесс происходил на фоне скандалов, когда стали обнаруживаться случаи взяточничества. Так в 2019 году актриса Фелисити Хаффман заплатила 15 000 долларов для подделки результатов её дочери.
Пандемия коронавируса 2020 года сделала сдачу экзамена труднодоступной для многих школьников. Колледжи для удобства убрали SAT из критериев для абитуриентов, и к 2022 году многие колледжи не требовали сдачи этого теста. Среди таковых были и элитные колледжи — Гарвардский Университет, Брауновский Университет и CalTech.
Однако, данная тенденция пошла на спад. 2024 год ознаменовался новостями о том, что многие высшие учебные заведения снова станут требовать SAT для подачи. Связано это с тем, что результаты SAT позволяют университетам оценивать будущую успеваемость студентов в колледже, и в итоге отсеивать самых академически неприспособленных учеников. Хоть и большое количество университетов продолжают политику необязательно теста, престижные институты снова возвращают SAT. В 2025 году абитуриент будет должен отправлять результаты SAT при поступлении в MIT, некоторые университеты Лиги плюща.

### Критика из MIT
C 2005 года Лес Перельман (Les Perelman), преподаватель лингвистики Массачусетского технологического института (MIT), убеждал в том, что очень высока корреляция между оценкой эссе и его длиной. После пересмотра 50 эссе он обнаружил, что чем больше была длина, тем выше была поставлена оценка. Фактически, он предположил, что, зная длину эссе, можно в 90 % случаев предугадать результат, даже не читая содержимого. Он также обнаружил, что несколько из проверенных им работ были полны грубейших ошибок, но в College Board не стали пересматривать результаты.
Перельман, наряду с Национальным советом учителей английского языка, раскритиковал этот 25-минутный письменный раздел экзамена, который, по их мнению, разрушал стандарты обучения письму в школах. Они утверждают, что учителя полностью концентрируются на подготовке учеников к SAT, не уделяя должного внимания вычитке, глубине и точности текста. Вместо этого дают длинные, шаблонные и многословные формулировки. «Вы вынуждаете учителей натаскивать учеников так, что они становятся плохими авторами», — подытожил Перельман.